# Campo dell'Ilva
Il Campo dell'Ilva, anche conosciuto come Campo Ilva o Campo Ilva di Bagnoli, è stato un campo da calcio di Bagnoli quartiere di Napoli, che ospitò principalmente le gare interne della Bagnolese, squadra di proprietà dello stabilimento siderurgico.

Sporadicamente fu utilizzato dal Pro Napoli, dal Naples, dall'Internazionale Napoli e verso la fine degli anni venti e degli anni trenta, molto raramente anche dal Napoli.

## Storia

Una delle rare apparizioni del Napoli sul campo dell'Ilva:
- 3-1 dell'8 gennaio 1928

La data di inaugurazione dell'impianto è sconosciuta, ma presumibilmente è avvenuta tra il 1904 ed il 1909, rispettivamente data di inizio attività del polo siderurgico e anno di fondazione dell'Unione Sportiva Bagnolese.

Ubicato alle pendici della collina di Posillipo, aveva una struttura in cemento armato ed una capienza di circa 8 000 spettatori.

Qui la Bagnolese disputò il campionato di Prima Categoria 1920-1921 e diversi campionati di Prima Divisione fino a tutto il 1926, successivamente svariati campionati di serie C. Su questo campo nel 1944, tutte le squadre di Napoli partecipanti alla Coppa della Liberazione, giocarono le loro gare casalinghe.